# Hafen Spelle-Venhaus
Der Hafen Spelle-Venhaus befindet sich am Dortmund-Ems-Kanal im emsländischen Venhaus, Gemeinde Spelle, zwischen Kanalkilometer 122,049 und 123,4 km.
Insgesamt beherbergt der Hafen zwölf Schiffsliegeplätze für Europaschiffe, davon zwei im Stichhafen und zehn am Parallelhafen. Die Größe des Hafengebietes beträgt 50 ha, davon sind 35 ha durch Industrie und Gewerbe belegt. Hauptumschlagsgüter sind Mineralöle, Baustoffe, Futtermittel und Brotgetreide. Durch den Gleisanschluss an die Bahnstrecke Rheine–Spelle, die über die Tecklenburger Nordbahn auch nach Osnabrück verkehrt, sowie die in unmittelbarer Nähe verlaufende Bundesautobahn 30 ist der Hafen trimodal angeschlossen.

## Lage
Das Hafengelände befindet sich südlich von Spelle in Venhaus. Der südliche Teil des Hafens befindet sich in Nordrhein-Westfalen auf dem Gebiet der Stadt Rheine; westlich des Hafens befindet sich Salzbergen und östlich Dreierwalde. Direkt am Hafen überquert die Bundesstraße 70 den Kanal und führt zur nahen Bundesautobahn 30 mit der Anschlussstelle Rheine-Nord. Die Bahnstrecke Duisburg–Quakenbrück, die nördlich von Spelle abgebaut ist, ermöglicht den Schienenverkehr nach Rheine. Zudem zweigt in Altenrheine die Tecklenburger Nordbahn über Recke und Mettingen nach Osnabrück ab.

## Geschichte

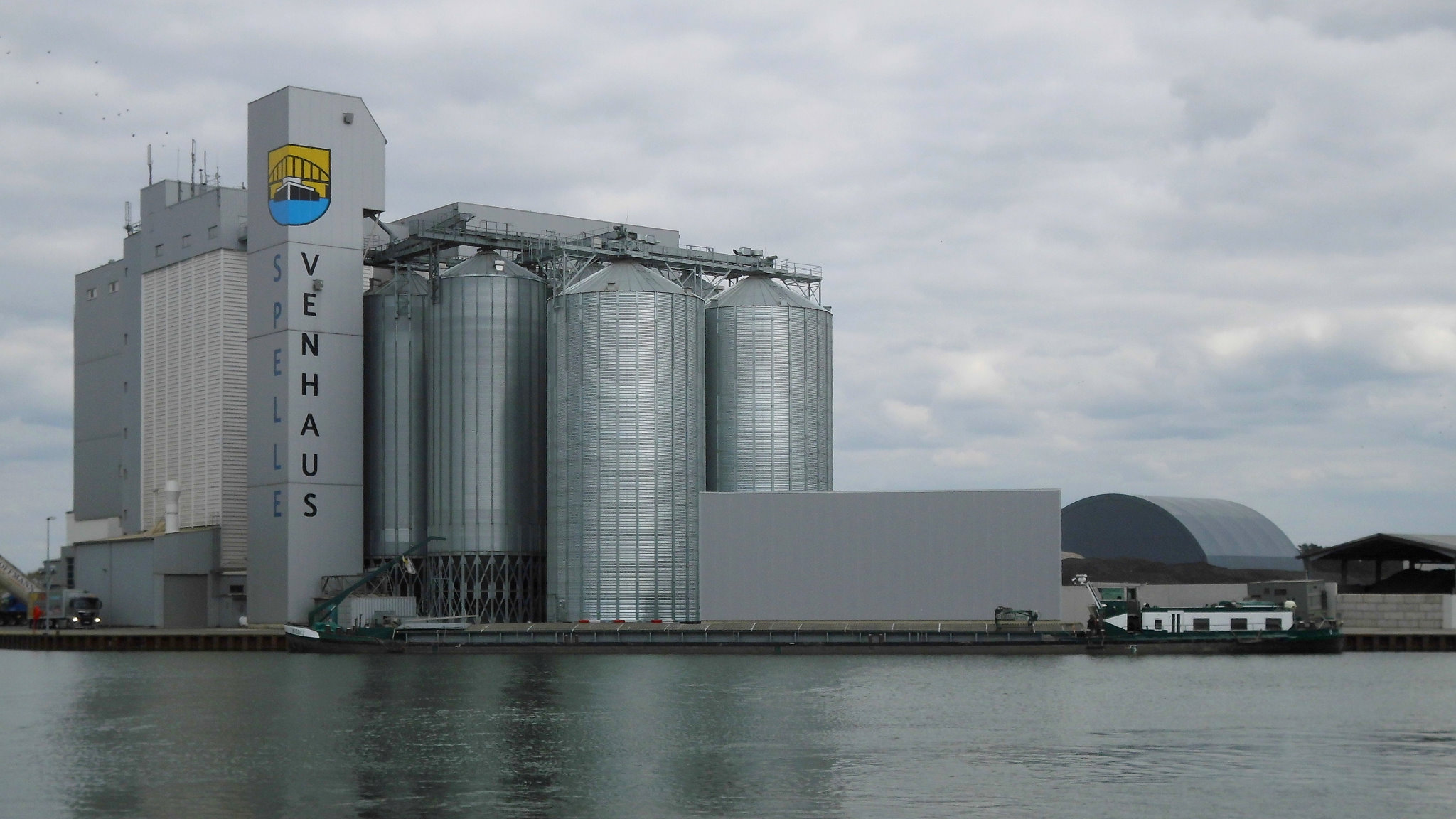
Silo der Hemelter Mühle mit Logo und Bezeichnung des Hafens

Mit dem Bau des Dortmund-Ems-Kanals wurde 1899 auch in Venhaus eine Entlademöglichkeit geschaffen. Diese war zunächst als Parallelhafen mit einer Schiffslänge ausgelegt. Während des Zweiten Weltkrieges bestand auf der westlichen Kanalseite zeitweise eine Entladestelle für die Raffinerie Salzbergen.
Ab 1970 wurde der Hafen durch einen Privatbetrieb sukzessive erweitert, so wurde zwischen 1972 und 1974 die Uferlinie 20 Meter zurückverlegt und es entstand eine 200 Meter lange Liegestelle. Nach 1974 übernahm die Gemeinde Spelle die Bauarbeiten am Hafen; am 8. Oktober 1976 erfolgte der erste Rammschlag für die neuen Spundwände. Die Liegefläche wurde auf 270 Meter verlängert und das trapezförmige Wendebecken erstellt. Ein Stichhafen mit Ölsperren komplettierte den Hafen in der Folgezeit. Insgesamt wurden 3 Millionen DM in den Ausbau investiert, welcher auch durch den Landkreis Emsland sowie die Samtgemeinde und die Wasserschifffahrtsverwaltung des Bundes finanziert wurde. Am 17. Juli 1978 gründete die Samtgemeinde Spelle die „Hafen Spelle-Venhaus GmbH“.

### Wachstum
In den folgenden Jahren siedelten sich im Hafengebiet zahlreiche Firmen an. Den Anfang machte 1959 die Firma Herbers, 1979 wurde ein Futtermittelwerk der Bröring Unternehmensgruppe errichtet und 1992 ein Teilbetrieb der Hemelter Mühle aus Rheine.
Im Jahr 2003 wurden in die Zufahrt und die Beleuchtung des Hafens 725.000 DM investiert. 2004 wurde die Entladeeinrichtung der Raffinerie Salzbergen ausgebaut und mit einer Druckluftölsperre erweitert. 2006 gab es die ersten Pläne zur Erweiterung des Hafens, da die vorhandenen Flächen den Bedarf kaum noch decken konnten.

### Erster Bauabschnitt
Nach intensiven Grundstücksverhandlungen, die im Juli 2010 abgeschlossen waren, ging die Erweiterung des Hafens in die Ausführung. Es wurde eine 1,4 km lange Erschließungsstraße angelegt, zudem wurden Entwässerungsmöglichkeiten und ein Regenrückhaltebecken gebaut. Als Kompensation wurden 27 ha Waldfläche und ein Zauneidechsenareal angelegt. Nachdem die Straßenzufahrten zur B 70 und zur Südumgehung geschaffen waren, war der erste Bauabschnitt fertiggestellt. Insgesamt wurden 4,4 Millionen Euro von März bis Oktober 2011 investiert.

### Zweiter Bauabschnitt

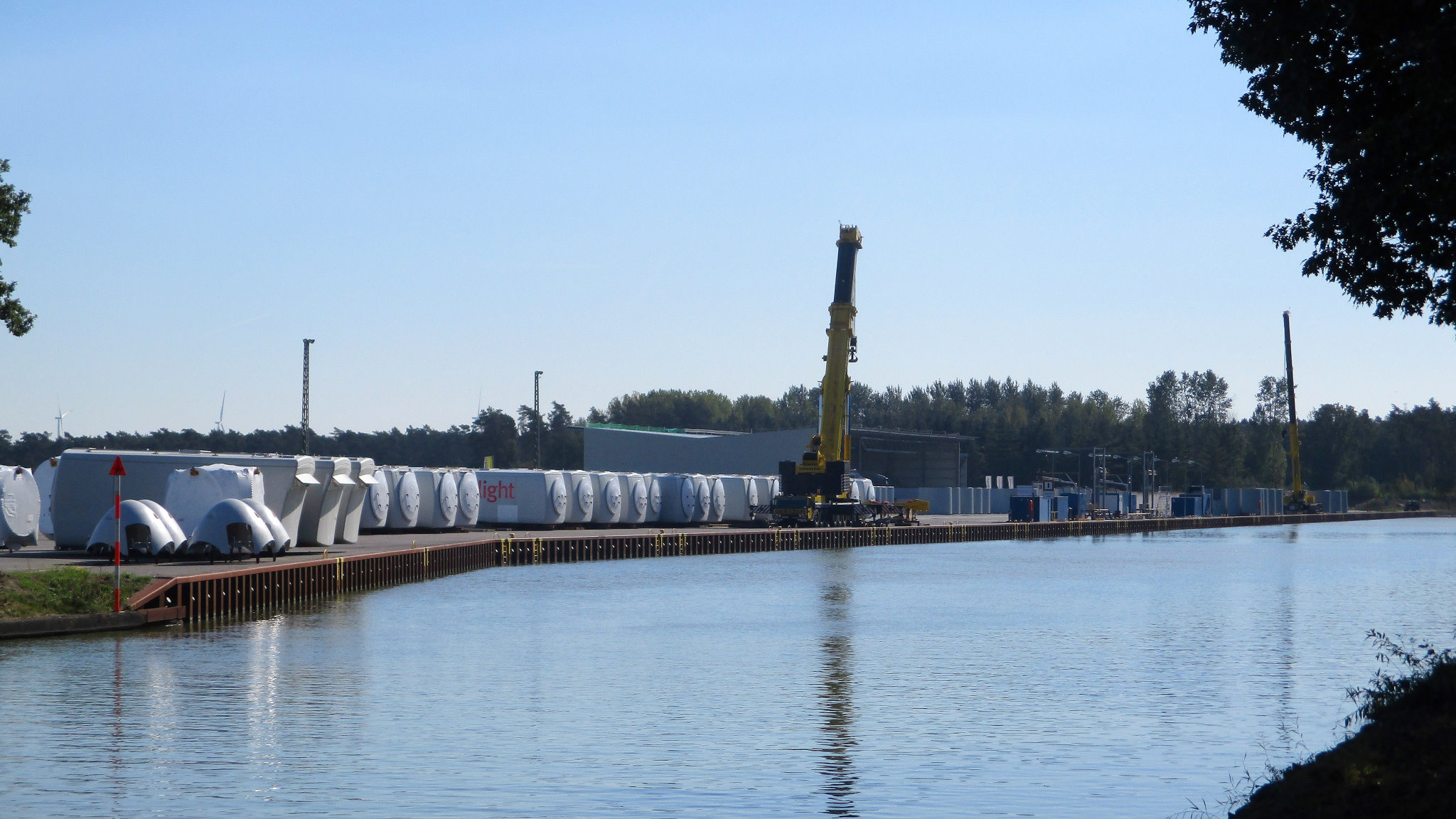
Südlicher Teil des Hafens, Neubau 2012–2013

Der erste Spatenstich zum zweiten Bauabschnitt des Hafens wurde am 19. September 2012 durch Jörg Bode vollzogen. Bis zum September 2013 wurde eine 720 m lange Kaimauer angelegt und der Kanal im Hafenbereich um 20 m verbreitert. Am Ufer wurde ein 50 m breiter Umschlagbereich eingerichtet. Hier wurden 154.000 m³ Boden bewegt und 11,2 Millionen Euro investiert.

### Gleisverbindung

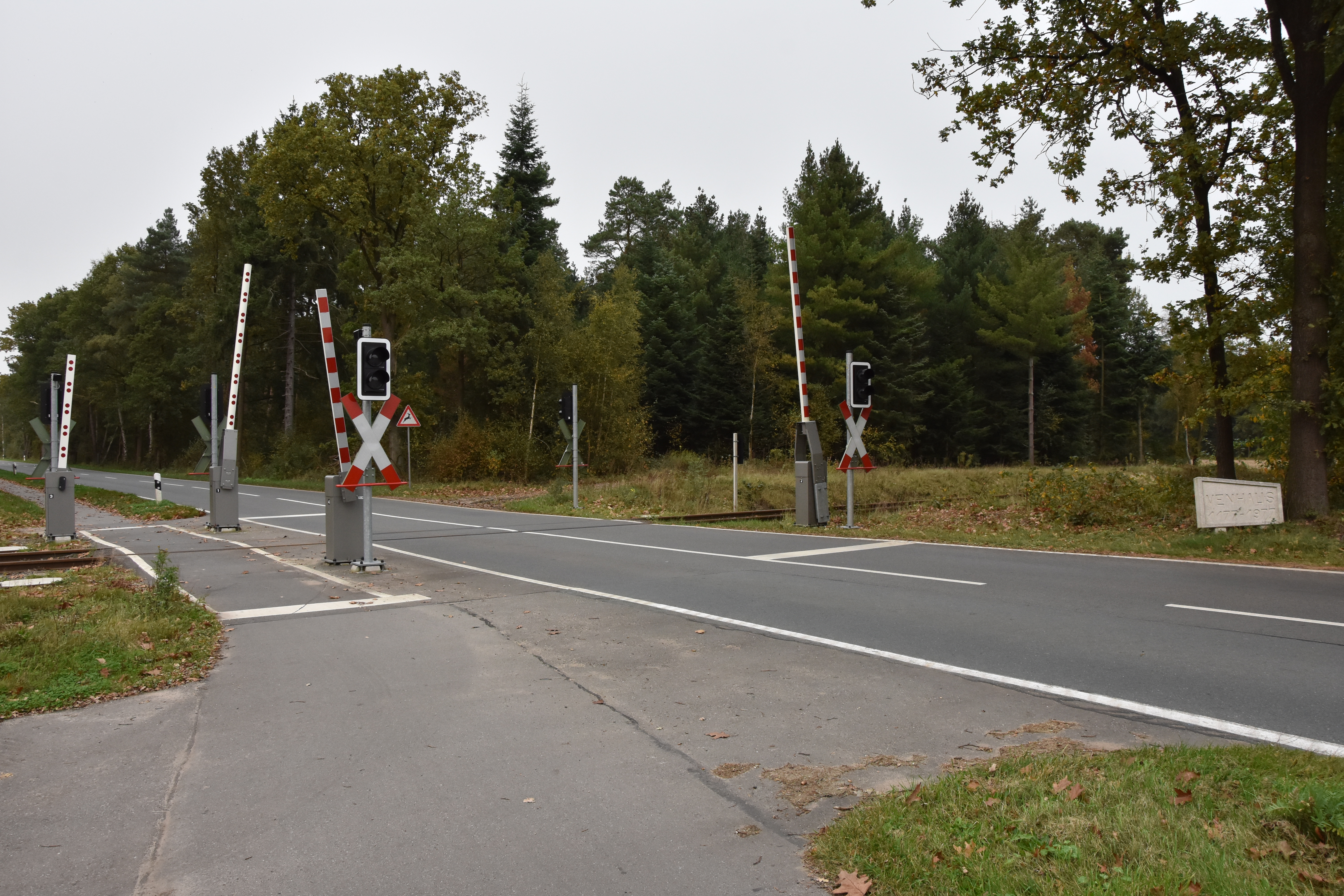
Bahnübergang des neugebauten Anschlussgleises über die K68/Haarstraße direkt an der Landesgrenze Niedersachsen/Nordrhein-Westfalen

Als dritter Bauabschnitt wurde von Januar bis Juli 2015 die Gleisverbindung zum Bahnhof Spelle angelegt. In die 4,2 Kilometer lange Trasse wurden sechs Millionen Euro investiert. Zwischen Februar und Juni 2015 wurden im Hafenbereich 338 Gleistragplatten verlegt. Im Bereich des Bahnhofs Spelle wurde eine Weiche mit der Nummer 10 in die Strecke nach Rheine eingebaut, die zur Hafenstrecke abzweigt. Als erste Probeladung wurde am 17. Dezember 2015 Kies für die im Hafen ansässige Firma Herbers mit der Bahn überstellt.

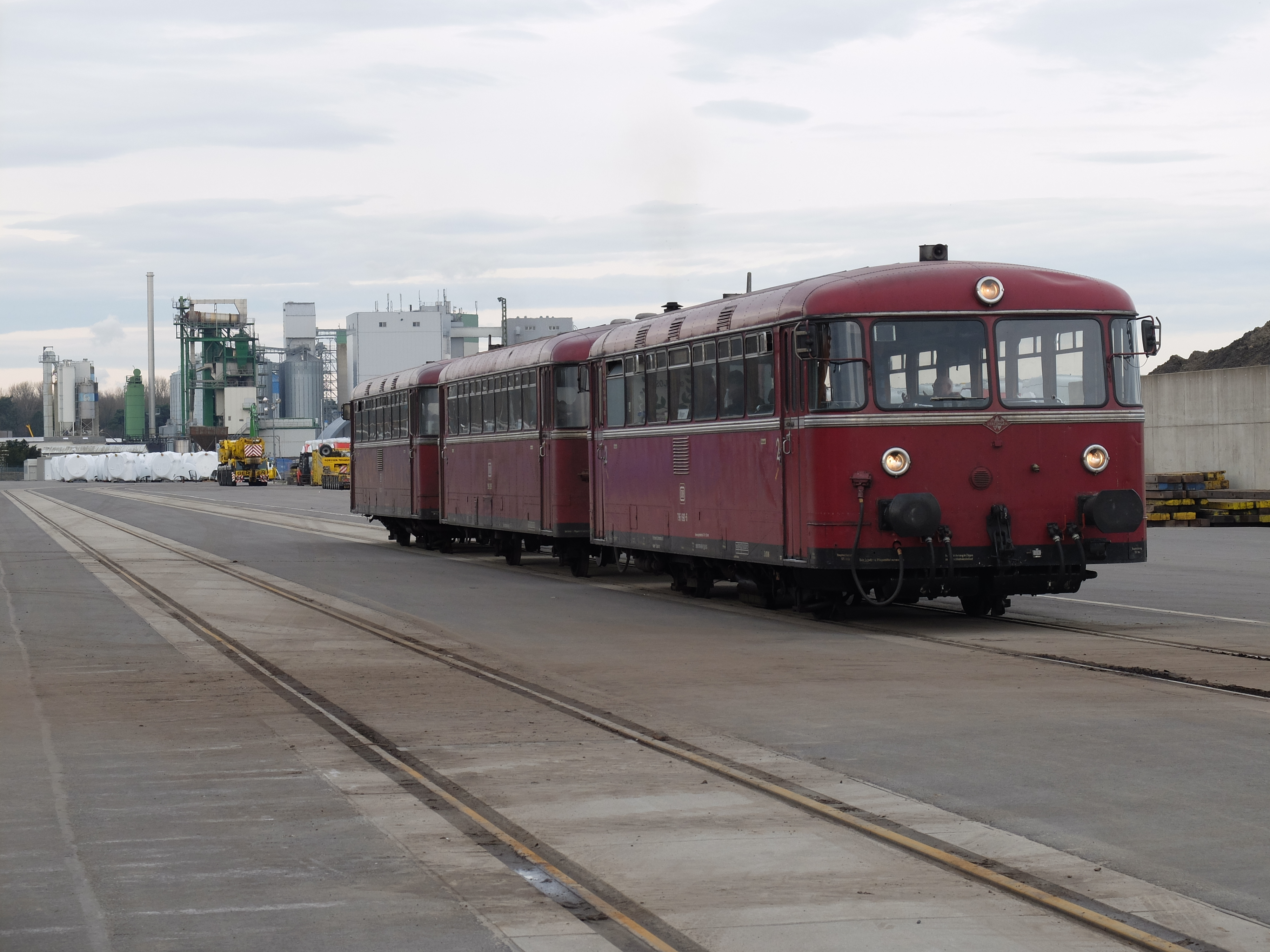
Ein Uerdinger Schienenbus als Museumszug auf den Gleisen im Hafenbereich

Am Hafen liegen zwei Gleise parallel zum Hafenbecken. Am Ende führen die beiden Gleise wieder  zusammen und werden in einem Bogen weg vom Hafenbecken zur im Hafengebiet liegenden Mühle geführt, wo bis zu zehn Wagen entladen werden können. Ein Ausbau der Gleisanlagen ist geplant.
Die Gleise der Hafenbahn gehören der Gemeinde Spelle, die anschließende Strecke hat die Regionalverkehr Münsterland gepachtet, sie führt auch den Betrieb auf der Hafenbahn mit eigenen und fremden Lokomotiven durch.
Der Regelbetrieb der Gleisanlagen wurde am 17. Oktober 2016 mit einem Zug, der 1.823 Tonnen Brotweizen für die Emsland Flour Mills geladen hatte, aufgenommen. Seitdem verkehren mehrere Züge mit Weizen pro Woche zur Mühle.
Mitte September 2018 wurde der 100. Zug mit Weizen bei Emsland Flour Mills in Empfang genommen. Insgesamt wurden in nicht ganz zwei Jahren 175.000 Tonnen Weizen über die Schiene angeliefert. Dabei wurden gegenüber Transport mit Lkw 16.000 Tonnen CO2 eingespart.
Im Jahr 2019 soll der weitere Gleisausbau im Hafen in Angriff genommen werden.

### Ausblick
Aktuell sollen weitere Ausbaumaßnahmen am Hafen ausgeführt werden. So sollen die Gleise zu einem Bogen erweitert werden, der das Rangieren vereinfacht und die Bahnkapazität erhöht. Zudem soll ein Gleisanschluss zum Futtermittelwerk der Bröring Group angelegt werden. Auch der Stichhafen soll verlängert werden.

## Gütermengen

### Schiffe
Die Tabelle gibt die Umschlagsmengen pro Jahr wieder:
| Jahr | Tonnen  |
| ---- | ------- |
| 2002 | 198.656 |
| 2003 | 204.856 |
| 2004 | 260.011 |
| 2005 | 348.858 |
| 2006 | 345.597 |

| Jahr | Tonnen  |
| ---- | ------- |
| 2007 | 337.788 |
| 2008 | 366.371 |
| 2009 | 329.147 |
| 2010 | 412.108 |
| 2011 | 454.449 |

| Jahr | Tonnen  |
| ---- | ------- |
| 2012 | 420.784 |
| 2013 | 507.959 |
| 2014 | 563.753 |
| 2015 | 677.744 |
| 2016 | 729.000 |

### Bahn
Nach der offiziellen Inbetriebnahme des Hafenbahnanschlusses wurden zwischen Oktober 2016 und Juni 2017 27 Güterzüge mit 48.000 Tonnen Ladung gelöscht. 2017 stieg die beförderte Gütermenge auf 93.000 Tonnen an, davon waren 85.400 Tonnen Getreide und 7.600 Tonnen Split.
| Jahr | Tonnen  |
| ---- | ------- |
| 2016 | 30.000  |
| 2017 | 93.000  |
| 2018 | 135.300 |
| 2019 | 139.800 |
| 2020 | 204.200 |

| Jahr | Tonnen  |
| ---- | ------- |
| 2021 | 212.500 |
| 2022 | 280.500 |